# Wansakda Kaoboon
Wansakda Kaoboon (thailändisch วันศักดิ์ดา เก้าบุญ; * 31. Juli 2005 in Khon Kaen), auch als Teen bekannt, ist ein thailändischer Fußballspieler.

## Karriere
Wansakda Kaoboon erlernte das Fußballspielen in der Schulmannschaft der Pitchayabundit School. Seinen ersten Vertrag unterschrieb er im Dezember 2023 in Nong Bua Lamphu beim Zweitligisten Nongbua Pitchaya FC. Im Januar 2024 wechselte er auf Leihbasis zum Udon Banjan United FC. Mit dem Verein spielte er viermal in der North/Eastern Region der Thailand Semi-Pro League. Im Sommer 2024 unterschrieb er einen Vertrag beim Zweitligisten Lampang FC. Sein Zweitligadebüt für den Verein aus Lampang gab er am 21. September 2024 (6. Spieltag) im Heimspiel gegen den Sisaket United FC. Bei der 0:1-Heimniederlage wurde er in der 64. Minute für Apisit Saenseekhammuan eingewechselt.